# Nakamura Kószuke
Nakamura Kószuke (Tokió, 1995. február 27. –) japán válogatott labdarúgó.

## Nemzeti válogatott
A japán U23-as válogatott tagjaként részt vett a 2016. évi nyári olimpiai játékokon.